# 田村源太郎 (1855年生の醸造家)
田村 源太郎（たむら げんたろう、1855年4月30日〈安政2年3月14日〉 - 1926年〈大正15年〉4月28日）は、日本の商人（肥料商）、醸造家、政治家、地主。

## 経歴
鳥取県西伯郡米子町（現・米子市）の人。芳太郎の長男。家業は肥料及び酒類醸造業で、屋号は田村屋。家業に努め奮励したため貨財を倍殖し、名望いよいよ起り、米子有数の豪商となる。1901年、東糀区区長に当選。
1913年、米子町会議員に当選する。終始一貫熱心精励町治の発展に尽瘁する。1926年、米子町功労者旌表規定により功労章を贈られる。

## 人物
住所は糀町2丁目。

## 家族・親族
田村家
- 父・芳太郎[8]（肥料商、醸造家[注 4]） - 田村家はもと不振で漸く生業に力め家計を営んできたが、芳太郎が家運の振興を図り、夙夜孜々商事に心身を労し、少しも寧日が無かったので家務整然として其の緒に就き、業務が逐次隆盛に向かい、大いに財産を増殖した[2]。
- 妻・すか（1855年 - ?、鳥取、名島平次郎の二女）[10]
- 長男・源太郎[10]（1881年 - ?、肥料商、醸造家、鳥取県多額納税者）
  - 同妻・あさ（1883年 - ?、鳥取、角田九郎の妹）[10]
- 孫・純一[10]（1907年 - ?、久米桜酒造会長）

親戚
- 角田九郎（商業、鳥取県多額納税者）
- 名島嘉吉郎（名和川屋、醤油醸造、砂糖綛糸卸売業、鳥取県多額納税者、大地主）